# Ritvars Rugins
Ritvars Rugins (* 17. Oktober 1989 in Tukums) ist ein lettischer Fußballspieler, der seit 2015 beim FK Ventspils in der Virslīga unter Vertrag steht. Seit 2010 ist er Teil der Lettischen Fußballnationalmannschaft.

## Karriere

### Verein
Ritvars Rugins spielte in der Jugend des FK Tukums 2000. Im jugendlichen Alter wechselte er zum mehrmaligen Lettischen Meister; dem FK Ventspils. Beim Verein aus der Hafenstadt Ventspils, kam er in der Virslīga erstmals in der Spielzeit 2008 zu vier Einsätzen im Profibereich. Am Ende der Saison gewann er mit dem Team die Meisterschaft. In der Saison 2009 und 2010 kam er häufiger zum Einsatz und konnte sich mit zwei beziehungsweise drei Toren auch in die Torjägerlisten eintragen. Erfolge auf Landesebene konnte er mit dem Team in den beiden Jahren nicht vorweisen, dafür aber in der Baltic League der Liga für baltische Vereinsmannschaften. Im Finalspiel 2009/10 gegen den Litauischen Vertreter Sūduva Marijampolė, welches mit 5:3 im Elfmeterschießen entschieden wurde, spielte er bis zur 65. Spielminute, bevor Jurijs Žigajevs ihn ersetzte. In der Saison 2011 gewann er neben dem Liga Titel auch den Lettischen Pokal. In der Baltic League 2010/11 scheiterte Rugins mit Ventspils im Finale an Skonto Riga. Im Januar 2012 unterschrieb Rugins einen Vertrag bei Illitschiwez Mariupol aus der Ukraine.

### Nationalmannschaft
Für Lettland spielte Rugins bereits in der U-21, bevor er auch in die Lettische A-Nationalmannschaft berufen wurde. Sein Debüt gab er dort gegen China im November 2010.

## Erfolge
- Lettischer Meister: 2008, 2011
- Lettischer Pokalsieger: 2011
- Baltic League: 2010